# Congregació
Una congregació és un grup de persones que es reuneixen amb un fi compartit. El terme sovint es fa servir en un context religiós.
A l'Església catòlica una congregació és:
- Un institut religiós, congregació religiosa, fundat en època moderna i organitzat normalment en diverses comunitats, els membres del qual fan només vots simples i es dediquen a tasques d'apostolat, assistència i ensenyament. Per exemple, una congregació de missioners.
- Qualsevol de les juntes disposades de cardenals, prelats i altres persones que hi ha al Vaticà. Per exemple, la Congregació per a les Causes dels Sants.
- El cos o comunitat de sacerdots seculars, dedicats a l'exercici dels ministeris eclesiàstics.
- El conjunt dels creients o fidels de l'església universal.

En el protestantisme així s'anomena a:
- Una agrupació de creients units, no per un credo, sinó per un conveni o acord establert entre els seus membres.
- Les esglésies amb una política congregacionalista; són esglésies autònomes que s'uneixen lliurement a altres de semblants per formar una denominació religiosa o associació de congregacions, que permet la seva coordinació i ajuda mútua a nivell regional, nacional o internacional.